# 大舎人部祢麻呂
大舎人部 祢麻呂（おおとねりべ の ねまろ、生没年不詳）は、奈良時代の防人。

## 経歴・人物
下野国足利郡の人物。天平勝宝7歳（755年）2月、防人として筑紫に派遣された際、故郷を思い詠んだ歌が『万葉集』に1首入集。

## 歌
- 白波の 寄そる浜辺に 別れなば いともすべなみ 八度袖振る[1]